# Heliconius le moulti
Heliconius le moulti är en fjärilsart som beskrevs av Eugene Boullet och Le Cerf 1910. Heliconius le moulti ingår i släktet Heliconius och familjen praktfjärilar. Inga underarter finns listade i Catalogue of Life.